# Othomaera lobata
Othomaera lobata is een vlokreeftensoort uit de familie van de Maeridae. De wetenschappelijke naam van de soort is voor het eerst geldig gepubliceerd in 1976 door Griffiths.